# European Mathematical Society
European Mathematical Society (EMS) är en europeisk organisation ägnad åt matematikens utveckling i Europa. Dess medlemmar är olika matematiska sällskap i Europa, akademiska institutioner och enskilda matematiker. Den nuvarande (2011-2014) presidenten är Marta Sanz-Solé, professor i statistik vid Universitat de Barcelona.

## Målsättning
Sällskapet betjänar alla slags matematiker vid universitet, forskningsinstitut och andra former av högre utbildning. Dess mål är att:
1. befrämja matematisk forskning, både ren och tillämpad,
2. bistå och vara rådgivande vid problem inom matematisk utbildning,
3. befatta sig med de bredare förhållandena mellan matematik och samhälle,
4. utveckla samarbete mellan matematiker i olika länder,
5. etablera en känsla av identitet bland europeiska matematiker och
6. representera det matematiska samhället vid övernationella institutioner.

European Mathematical Society är medlem av Initiative for Science in Europe.

## Historia
Inledande diskussioner hölls vid European Mathematical Councils International Congress of Mathematicians i Helsigfors 1978, ledd av Sir Michael Atiyah. European Mathematical Society grundades 1990 i Mandralin nära Warszawa, Polen, med Friedrich Hirzebruch som första president.
European Mathematical Society har, genom sin "kommitté för höjande av det allmänna matematikmedvetandet" (Raising Public Awareness of Mathematics, RPA), nyligen haft en tävling för artiklar som publicerats i dagstidningar, eller liknande allmänna tidskrifter, i författarnas hemländer.

## Priser
European Congress of Mathematics (ECM) hålls vart fjärde år av sällskapet. Vid denna kongress delas tio priser ut för "erkännande av utmärkta bidrag inom matematiken av unga forskare som ej fyllt 35 år".
Här nedan följer pristagarna hittills (ett F anger att personen senare också vunnit Fieldsmedaljen).

### 1992
Richard Borcherds (Storbritannien)F – Jens Franke (Tyskland) – Alexander Goncharov (Ryssland) – Maxim Kontsevich (Ryssland)F – François Labourie (Frankrike) – Tomasz Łuczak (Polen) – Stefan Müller (Tyskland) – Vladimír Šverák (Tjeckoslovakien) – Gábor Tardos (Ungern) – Claire Voisin (Frankrike)

### 1996
Alexis Bonnet (Frankrike) – Timothy Gowers (Storbritannien)F – Annette Huber-Klawitter (Tyskland) – Aise Johan de Jong (Nederländerna) – Dmitry Kramkov (Ryssland) – Jiří Matoušek (Tjeckien) – Loïc Merel (Frankrike) – Grigori Perelman (Ryssland)F – Ricardo Pérez-Marco (Spanien/Frankrike) – Leonid Polterovich (Ryssland/Israel)

### 2000
Semyon Alesker (Israel) – Rafaël Cerf (Frankrike) – Dennis Gaitsgory (Moldavien) – Emmanuel Grenier (Frankrike) – Dominic Joyce (Storbritannien) – Vincent Lafforgue (Frankrike) – Michael McQuillan (Storbritannien) – Stefan Nemirovski (Ryssland) – Paul Seidel (Storbritannien/Italien) – Wendelin Werner (Frankrike)F

### 2004
Franck Barthe (Frankrike) – Stefano Bianchini (Italien) – Paul Biran (Israel) – Elon Lindenstrauss (Israel)F – Andrei Okounkov (Ryssland)F – Sylvia Serfaty (Frankrike) – Stanislav Smirnov (Ryssland)F – Xavier Tolsa (Spanien) – Warwick Tucker (Australien/Sverige) – Otmar Venjakob (Tyskland)

### 2008
Artur Avila (Brasilien)F – Alexei Borodin (Ryssland) – Ben J. Green (Storbritannien) – Olga Holtz (Ryssland) – Bo'az Klartag (Israel) – Alexander Kuznetsov (Ryssland) – Assaf Naor (USA/Israel) – Laure Saint-Raymond (Frankrike) – Agata Smoktunowicz (Polen) – Cédric Villani (Frankrike)F

### 2012
Simon Brendle (Tyskland) - Emmanuel Breuillard (Frankrike) - Alessio Figalli (Italien) - Adrian Ioana (Rumänien) - Mathieu Lewin (Frankrike) - Ciprian Manolescu (Rumänien) - Grégory Miermont (Frankrike) - Sophie Morel (Frankrike) - Tom Sanders (Storbritannien) - Corinna Ulcigrai (Italien)

### 2016
Mark Braverman (Israel/USA) - Vincent Calvez (Frankrike) - Hugo Duminil-Copin (Schweiz)F - James Maynard (Storbritannien) - Guido de Philippis (Italien) - Peter Scholze (Tyskland) - Péter Varjú (Ungern/Storbritannien) - Geordie Williamson (Australien/Tyskland) - Thomas Willwacher (Schweiz) - Sara Zahedi (Iran/Sverige)

### 2020
Karim Adiprasito (Israel/Danmark) - Ana Caraiani (Storbritannien) - Alexander Efimov (Ryssland) - Simion Filip (USA) – Aleksandr Logunov (USA) – Kaisa Matomäki (Finland) – Phan Thành Nam (Tyskland) – Joaquim Serra (Schweiz) – Jack Thorne (Storbritannien) – Maryna Viazovska (Schweiz)

## Övrigt
Vincent Lafforgue vann priset år 2000 vid 26 års ålder och är den hittills yngste vinnaren.
Av de 60 priserna som delades ut mellan 1992 och 2012 har åtta tillfallit kvinnor. Bland de 60 gick vidare 16 till personer som utbildats i Frankrike och 11 till personer som utbildats i Ryssland,

## Medlemsorganisationer

### Internationella medlemsorganisationer
- European Consortium for Mathematics in Industry - ECMI
- European Society for Mathematical and Theoretical Biology - ESMTB
- Gesellschaft für Angewandte Mathematik und Mechanik - GAMM
- International Association of Applied Mathematics and Mechanics
- Mathematical Society of South Eastern Europe - MASSEE

### Nationella medlemsorganisationer
Sällskapet har ett sextiotal nationella medlemsorganisationer, bland vilka återfinns:
- Svenska matematikersamfundet
- Svenska statistikfrämjandet
- Finlands matematiska förening (Suomen matemaattinen yhdistys)
- Dansk matematisk forening
- Norsk matematisk forening
- Norsk statistisk forening
- Íslenska stærðfræðafélagið